# Laborie (Quarter)
Laborie ist ein Quarter (Distrikt) im Süden des kleinen Inselstaates St. Lucia. Das Quarter hat 7978 Einwohner (Volkszählung 2001). Hauptort des Quarters ist die am Meer gelegene Gemeinde Laborie.

## Einwohnerentwicklung
Volkszählungsergebnisse:
- 1970: 6025
- 1980: 6885
- 1991: 7491
- 2001: 7978

## Orte
- Laborie
- Londonderry